# コーチョー
株式会社コーチョーは、ペット用ペットシーツ・猫砂・オムツ・その他ペットのお手入れ用品の製造・販売を行う。

## 沿革
- 1963年12月 - 衛生紙綿専抄工場設立に着工
- 1964年4月 - 工場完成、廣晁製紙株式会社として操業開始　資本金300万円・従業員15名
- 1964年7月 - 厚生大臣の許認可を取得　生理用ナプキン生産発売
- 1968年12月 - 資本金600万円に増資
- 1975年12月 - 資本金1,200万円に増資　ナプキン各種タイプの生産体制を確立
- 1983年3月 - 大人用紙おむつの生産発売
- 1986年8月 - 鉄筋三階建　加工工場完成　抄紙工場と分離
- 1986年8月 - ベビー用紙おむつ生産発売
- 1987年12月 - ペットシーツ生産発売
- 1992年6月 - 株式会社コーチョーに社名変更
- 1993年3月 - 抄紙工場休止
- 1994年10月 - 資本金4,800万円に増資
- 1994年11月 - 創業30周年記念式典
- 1995年6月 - 抄紙工場を解体し、鉄筋三階建　加工工場西側増築
- 1996年3月 - 猫砂発売
- 1997年9月 - 生理用ナプキン生産中止
- 1998年9月 - コンパクト包装に改良
- 1998年10月 - ペット用紙おむつ発売
- 1998年11月 - ずれ止めテープ付きペットシーツ生産発売
- 2000年4月 - 大阪営業所開設
- 2001年9月 - ベビー用紙おむつ生産中止
- 2002年12月 - 尿とりパッド生産発売
- 2002年12月 - 静岡県より福祉用具貸与事業指定(許可)を得、福祉用具貸与事業を開始
- 2002年12月 - 創業40周年記念式典
- 2003年8月 - パナソニックエイジフリーショップ「ふじやま」富士市瓜島町にオープン
- 2003年10月 - ISO9001認証取得 （福祉事業部は含まれておりません。）
- 2004年6月 - パナソニックエイジフリーショップ「長泉」駿東郡長泉町にオープン
- 2004年10月 - 五貫島工場完成　ひのきの猫砂生産開始
- 2005年9月 - 第二工場完成
- 2005年9月 - 薄型ペットシーツレギュラー・ワイド生産発売
- 2006年4月 - コーチョー社会貢献室開設
- 2009年2月 - 長沢倉庫取得
- 2009年8月 - 第三工場完成
- 2009年11月 - 薄型ペットシーツ・スーパーワイド生産発売
- 2010年2月 - 厚型ペットシーツ生産発売
- 2010年6月 - 新ブランド「ネオ・ルー・ライフ」販売開始
- 2010年12月 - ベトナムへ車いす寄贈
- 2011年3月 - 東日本大震災のための支援活動開始
- 2011年12月 - 介護施設に車いす寄贈
- 2012年4月 - 「富士見工場」完成　ひのきの猫砂・おからの猫砂生産開始
- 2012年6月 - 大阪営業所拡張移転
- 2012年8月 - ベトナムへ車いす寄贈
- 2012年11月 - 創業50周年記念式典
- 2014年4月 - 福祉事業部　ISO9001認証取得
- 2015年7月 - グリーン倉庫完成
- 2016年3月 - 海外戦略室開設
- 2016年12月 - スポーツを通じた国際貢献事業「スポーツ・フォー・トゥモロー」への入会
- 2017年3月 - 富士市と包括連携協定締結
- 2018年2月 - KUZAWA 55 倉庫完成